# Tramway de Barranquilla
Le tramway de Barranquilla a été un réseau de tramway créé à Barranquilla, en Colombie. À l'initiative de  Francisco Javier Cisneros qui obtient la concession de l'exploitation du tramway en 1887, et après deux ans de travaux, il est inauguré en 1890. Accueilli immédiatement avec enthousiasme par les Barranquilleros et considéré comme une avancée extraordinaire, le tramway, qui est à traction hippomobile, est composé de wagons d'une capacité allant de 9 à 15 passagers et tirés par des mules. Deux lignes sont construites, partant d'une station à proximité de la gare Montoya et desservant ensuite les rues principales et points clés de la ville. Des projets de modernisation du tramway non concrétisés, l'obsolescence de ses infrastructures et un service de bus s'améliorant dans le même temps signent la fin de ses activités en 1927.
En 2012, une étude financée par le gouvernement français et réalisée par le bureau d'étude Artelia estime que le tramway à Barranquilla est un moyen de transport viable, ce qui pourrait aboutir à la construction d'un nouveau réseau d'ici 2018.

## Histoire

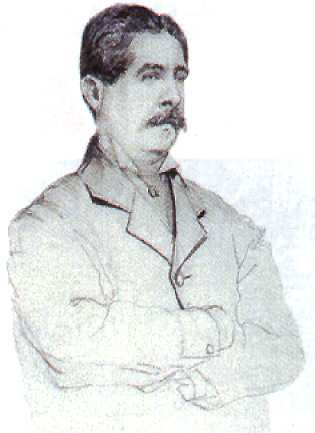
Francisco Javier Cisneros, à l'initiative du tramway de Barranquilla.

En Colombie, les premiers tramways à traction hippomobile sont construits à Bogota en 1884, et à Medellín en 1887. Le tramway, en tant que premier mode de transport de passagers à Barranquilla, voit également le jour durant la deuxième moitié du XIXe siècle. En 1887, l'assemblée constituante de l'État souverain de Bolívar accorde la concession de l'exploitation du tramway à Francisco Javier Cisneros. Les travaux débutent l'année suivante et se terminent deux ans plus tard, après plusieurs interruptions. Ainsi, lors de la pose de lignes de chemin de fer menée par l'ingénieur Antonio Luis Armenta, les vestiges d'un cimetière indigène sont découverts au niveau du barrio Abajo, et ce sur une surface étendue,. Le 26 septembre 1889, Cisneros enregistre la Barranquilla Tramway Company à Charleston, aux États-Unis.
Le tramway est inauguré de nuit le 26 avril 1890. L'inauguration est réalisée avec une machine à vapeur mais, par la suite, la plupart des maisons étant en paille, des mules seront utilisées pour tirer les véhicules. Accueilli immédiatement avec enthousiasme par les Barranquilleros et considéré comme une avancée extraordinaire, le tramway est composé de wagons d'une capacité allant de 9 à 15 passagers et tirés par des mules. À la fin du XIXe siècle, la compagnie de tramways compte 12 voitures et 42 mules.
En 1906, Francisco E. Baena, directeur de la compagnie de tramway de Barranquilla, décide de moderniser cette entreprise en souhaitant abandonner la traction animale au profit de l'électrique et étendre les lignes jusqu'à Soledad et Sabanalarga, projets qui ne verront jamais le jour. Dans les années 1920, la compagnie est rachetée par la municipalité de Barranquilla. Le tramway doit faire face à la concurrence des automobiles qui apparaissent au début du siècle ou encore aux chivas dont les billets sont de la même valeur que ceux du tramway. L'obsolescence des wagons et le manque de modernisation technologique du tramway signent son déclin, le service de bus s'améliorant dans le même temps. Il cesse finalement ses activités en 1927.
En 1930, la Barranquilla Railway Pier & Co. est expropriée par le gouvernement colombien et est reconstituée sous son nom d'origine Ferrocarril de Barranquilla. Elle sert alors à transporter des passagers et du fret à Puerto Colombia jusqu'en 1941.

## Lignes
Le tramway est composé de deux lignes qui partent d'une station à proximité de la gare Montoya et desservent ensuite les rues principales et points clés de la ville. Ainsi, la première ligne passe par la porte du bâtiment des douanes, continuant sur la calle de San Blas (calle 35) jusqu'au Callejón del Progreso (carrera 41). Elle dévie ensuite vers l'est pour passer l'avenue Paseo de Bolívar (es) et la place Saint-Nicolas avant de se terminer sur le marché. Par la suite, elle sera étendue.
Quant à la seconde ligne, appelée La Floresta, elle va de la carrera de La Luz (carrera 51B) jusqu'à la calle del Dividivi. Elle continue ensuite sur les hauteurs de la ville au niveau du quartier Las Quintas. Puis, elle passe le callejón del Progreso (carrera 41) jusqu'à la calle de las Vacas (calle 30) avant de rejoindre le marché.

## Nouveau projet de tramway
En 2012, une étude financée par le gouvernement français et réalisée par le bureau d'étude Artelia estime que le tramway à Barranquilla est une proposition pertinente pour la solution du transport en commun au niveau de la calle 30. Cela permettrait également d'assurer une continuité du service, même en cas de formation d'arroyos lorsqu'il pleut. Lors de cette première phase de consultation, elle propose notamment 19 stations sur une longueur de 12 km dont 10 à Barranquilla et 2 à Soledad. Le coût de ce projet s'élèverait à environ un milliard de pesos ; 60 % seraient financés par l'État et le reste par des partenariats public-privé. La construction, qui pourrait commencer en 2015 ou 2016, se terminerait en 2018, permettant alors à 110 000 usagers de bénéficier des services du tramway, avec une estimation de 150 000 usagers en 2033.